# 奥佛斯
厄尔菲斯（冰島語發音：[ˈœlvʏs] ⓘ），又译奥佛斯，是冰岛南部区的市镇。中心城镇为索勞克斯赫本。市镇面积为736.5平方公里，2023年时人口数量为2,573人。
冰岛的矿泉水品牌双冰矿泉水产自该市镇的厄尔菲斯泉。